# Publi Licini Calvus Esquilí el Jove
Publi Licini Calvus Esquilí el Jove (llatí: Publius Licinius Calvus Esquilinus) era fill del magistrat romà Publi Licini Calvus Esquilí i ell mateix va ser tribú amb poder consolar l'any 396 aC proposat pel seu pare que havia estat elegit i no volia repetir atesa la seva avançada edat.